# Hunaldo I de Aquitania
Hunaldo I, también escrito como Hunold, Hunoald, Hunuald o Chunoald [más bajo-alfa 1], fue Duque de Aquitania y de Vasconia desde 735 hasta 745. A pesar de que nominalmente era un oficial de los reyes Merovingios de Francia, en la práctica Aquitania era completamente autónoma cuando la heredó. Su ducado se desarrolla durante los momentos más bajos de la monarquía merovingia, cuando el reino era de hecho gobernado por los mayordomos de palacio. Hunaldo se vio obligado a principios de su reinado a aceptar la autoridad del mayordomo Carlos Martel, pero intentó en tres ocasiones expulsarlo mediante una rebelión abierta (736, 742 y 745). No tuvo éxito, aunque consiguió mantener Aquitania intacta. En 745, se retiró a un monasterio, dando poder a su hijo Waiofar. Más tarde peregrinó a Roma, donde murió durante un ataque a la ciudad.
A pesar de la opinión de ciertos historiadores, de que Hunaldo dejó su monasterio para gobernar Aquitania otra vez en 768, Hunaldo parece haber sido una persona diferente de Hunaldo II, probablemente su nieto, que dirigió la revuelta que siguió a la muerte de Waiofar.[1][2]

## Sucesión
Hunaldo sucedió a su padre, el Duque Odón el Grande, al morir éste en 735.[3] Su hermano Hatto parece haber actuado junto a él en un principio.[4] Hunaldo, como su padre, hermano e hijo, poseía un nombre de origen germánico.[5] La provincia de Aquitania que había heredado, había sido ampliada por su padre (y posiblemente otros antepasados anteriores) e incluía territorios a lo largo del Río Loira, que una vez habían sido de Neustria, y la región de Auvernia, que había sido de Austrasia.[6]

## Relaciones con Carlos Martel
En 735, Carlos Martel dirigió una expedición a Aquitania. Cruzó el país y ocupó la ciudad bien fortalecida de Burdeos.[3] No hay registro de que encontrara resistencia. El propósito de esta expedición parece haber sido aprovechar la muerte de Odón para alterar la posición de Aquitania en el reino franco, forzando a Hunaldo a reconocer su señorío y a enviar impuestos (munera) al gobierno real. La demostración de fuerza funcionó. Los Annales Mettenses priores recuerdan que Carlos entregó el ducado (ducatus) de Aquitania a Hunaldo e hizo que él y su hermano Hatto dieran una "promesa de fe" (promissio fidei) a él y sus hijos, Carloman y Pipino, y se comprometieran a remitir impuestos.[4][7] Tras este éxito, Carlos no retuvo Burdeos ni ninguna otra parte de Aquitania, incluyendo las que habían sido anexadas por Odón.[3][6]
La Vita Pardulfi, de finales del siglo VIII, relata que Hunaldo sucedió a su padre como princeps, un término con connotaciones reales, y Carlos sirvió más tarde como legatus.[8] A pesar de su promesa de fe, Hunaldo y Hatto se rebelaron contra Carlos Martel en 736. Después de una lucha considerable, Hatto fue capturado por las fuerzas de Carlos y entregado a Ainmar, obispo de Auxerre. Hatto huyó de la prisión posteriormente y Carlos depuso y encarceló a Ainmar. Murió más tarde intentando huir de prisión. Hatto fue traicionado por su propio hermano. Hunaldo le invitó a una reunión en Poitiers, donde le cegó y le encarceló en un monasterio. La traición de Hatto fue probablemente el precio exigido por Carlos a cambio de permitir a Hunaldo que conservara el ducado.[4][8][9]
La paz entre Hunaldo y Carlos Martel parece haber durado hasta la muerte de Carlos en 741,[4] a pesar de que hay alguna evidencia de conflictos a bajo nivel. En 736–39, Carlos Martel y su hermano Childebrando I dirigieron varias expediciones contra las fuerzas omeyas que ocupaban partes de Septimania y Provenza. Los Anales de Aniane, escritos en fecha más tardía, registran que el hijo de Hunaldo, Waiofar, acosó a las fuerzas del hijo de Carlos, Pipino el Breve, durante el sitio de Narbona en 752–59 "como su padre había hecho con Carlos Martel", implicando que Hunaldo había acosado las fuerzas de Carlos durante las campañas del sur de 736–39. A pesar de conseguir una victoria aplastante sobre los omeyas en la batalla del Río Berre en 737, Carlos Martel nunca asedió Narbona, posiblemente porque Hunaldo acechaba sus líneas de comunicación.[3]

## Rebelión de 742
La revuelta más seria de Hunaldo tuvo lugar en 742. Fue iniciada en connivencia con los duques de Baviera y Alamania. Los tres duques buscaban recuperar su antigua autonomía tras la muerte de Carlos Martel. Esto coincidió con un periodo de interregno, ya que no se había nombrado ningún rey para suceder a Teodorico IV tras su muerte en 737.[7]

Habiendo reunido un ejército, los hermanos cruzaron el Loira en Orléans y saquearon la ciudad de Bourges y la fortaleza de Loches.[10] En palabras de la Crónica de Fredegar:

Los gascones de Aquitania se rebelaron bajo el mando del Duque Hunaldo, hijo del difunto Odón. Entonces los hermanos príncipes Carloman y Pipino unieron sus fuerzas y cruzaron el Loira en la ciudad de Orléans. Tras superar a los romanos, se dirigieron a Bourges, cuyas afueras incendiaron, y mientras perseguían al Duque Hunaldo que huía, arrasaron todo a su paso. Su siguiente objetivo, la fortaleza de Loches, cayó y fue arrasada, siendo hecha prisionera la guarnición. Su victoria fue completa. Entonces se repartieron el botín entre ellos y se llevaron a los habitantes locales al cautiverio, y volvieron a casa hacia el otoño del mismo año... [11]

La referencia a los gascones (los vascos) probablemente indica que Hunaldo contaba con aliados en Gascuña, una tierra distinta de Aquitania en la época.[12] Antes de abandonar Aquitania, Carloman y Pipino se reunieron en Vieux-Poitiers para acordar la división de Francia entre ellos, tras encarcelar a su medio hermano ilegítimo Grifo.[7] Esta división no incluía Aquitania, en reconocimiento de su autonomía de continuar.[13]
En el otoño de 742, después de que Carloman y Pipino hubieran partido, Hunaldo cruzó el Loira para apoyar la revuelta del Duque Odilón de Baviera. Saqueó Chartres, donde se dice que incendió completamente la iglesia de Santa María.[7] Esta es la mención más antigua que conocemos de la iglesia de Chartres que se convertiría en catedral.[14] No hay noticias de que Hunaldo encontrara oposición. A comienzos de 743, Carloman y Pipino colocaron en el trono a Childerico III, acabando un interregno de seis años. Esto fue probablemente una respuesta a la pobre defensa organizada por los condes ante la invasión de Hunaldo. La posibilidad de actuar en nombre del rey aumentaría la autoridad de los hermanos.[7]

## Sumisión final, retiro y muerte
En 745, Carloman y Pipino invadieron nuevamente Aquitania castigar a Hunaldo por la revuelta de 742. Según los Annales Mettenses priores, Hunaldo sabía que no podría resistir e hizo un juramento para obedecer "la voluntad de todos" (omnem voluntatem), entregó rehenes y remitió los impuestos debidos. Esto fue una humillación para él y pronto se retiró a un monasterio en la Isla de Ré.[7] En palabras de los Annales Mettenses, "quitándose la corona de su cabeza y jurando los votos de un monje, entró en el monasterio que está en la isla de Ré". Fue sucedido por su hijo Waiofar.[3]
En torno a 752, Hunaldo fue a Roma, donde entró en uno de los monasterios suburbanos vinculados a la basílica de San Pedro. En 756, Roma fue atacada por el rey lombardo Astolfo. Los suburbios estaban indefensos y Hunaldo murió en los combates. Es probablemente que como líder guerrero experimentado, hubiera asumido la defensa de San Pedro,[15] aunque pudo haber sido apedreado hasta la muerte.[1][16]
Hunaldo fue probablemente la inspiración para el personaje de Huon de Burdeos del Cantar de gesta epónimo del siglo XII.[17]

## Más lectura
| Predecesor: Odón | Duque de Aquitania 735 – 745 | Sucesor: Waiofar |
| Predecesor: Odón | Duque de Vasconia 735 – 745  | Sucesor: Waiofar |

- Datos: Q965437
- Multimedia: Hunald I, Duke of Gascony and Aquitaine / Q965437